# Nelli Matula
Nelli Sofia Matula (Espoo, 18 dicembre 1995) è una cantante finlandese.

## Biografia
Nelli Matula è nata in una famiglia di musicisti: suo padre è un cantante e suonatore di chitarra e pianoforte, mentre sua madre è suonatrice di violino. Ha iniziato a prendere lezioni di ballo all'età di tre anni. Dopo essersi diplomata dal liceo di Kallio nel 2015, ha iniziato a studiare per diventare pasticcera, affiancando l'attività a lezioni di flauto e canto pop e jazz; si è successivamente iscritta alla Facoltà di Economia aziendale all'Università di scienze applicate Haaga-Helia, ma ha abbandonato gli studi nell'autunno del 2018 per concentrarsi sulla sua carriera musicale.
Nel 2015 Nelli Matula ha registrato il brano Kato vaan con il produttore Johannes Naukkarinen. Hanno inviato la demo alla Rähinä Records, che ha deciso di offrire alla cantante un contratto discografico, firmato nella primavera del 2016. Kato vaan è stata pubblicata commercialmente come singolo di debutto di Nelli Matula. Nella fase iniziale della sua carriera si è fatta conoscere partecipando a canzoni di altri cantanti; in particolare, ha collaborato con Robin al singolo Hula Hula, che ha raggiunto la 5ª posizione della Suomen virallinen lista.
Il suo primo singolo come solista ad entrare nella top 20 finlandese è stato Tää ei oo ohi, uscito a fine 2017, che ha raggiunto l'8º posto. Nel 2018 è stata nominata agli Emma gaala, la principale cerimonia di riconoscimenti musicali in Finlandia, come migliore artista esordiente. Nell'estate successiva ha intrapreso la sua prima tournée da solista.
Nel 2019 la cantante ha firmato un contratto con la Universal Music Finland. Nello stesso anno due sue canzoni si sono piazzate in top 10: Helposti särkyvää e Koske hanno raggiunto rispettivamente il 7º e il 5º posto. Il suo album di debutto, Jumalatar, è uscito il 9 agosto 2019 e ha debuttato alla 6ª posizione nella classifica finlandese. È stato certificato disco di platino con oltre 20 000 unità vendute a livello nazionale, e ha fruttato alla cantante altre due candidature agli Emma gaala.
Nelli Matula è stata selezionata come una dei sette partecipanti a Uuden Musiikin Kilpailu, il processo di selezione finlandese per l'Eurovision Song Contest 2025, con l'inedito Hitaamin hautaan; subito dopo la sua uscita, è stato quello preferito dal pubblico, finendo al 2º posto della hit parade nazionale.

## Discografia

### Album in studio
- 2019 – Jumalatar
- 2022 – Kiltti tyttö

### Singoli
- 2016 – Kato vaan
- 2016 – Lemmikki
- 2017 – Mun kaa kahden
- 2017 – Tyynysotaa (con Vilma Alina, Sini Yasemin e Ida Paul)
- 2017 – Tää ei oo ohi
- 2018 – Et oo menos minnekään
- 2019 – Helposti särkyvää
- 2019 – Koske
- 2020 – Sukupuuttoon
- 2020 – Tikkei
- 2021 – Lelu
- 2021 – Tulevaisuuteen
- 2022 – Limbo
- 2025 – Hitaamin hautaan

#### Come artista ospite
- 2016 – Korkeemmalle (Uniikki feat. Nelli Matula)
- 2017 – Hula Hula (Robin feat. Nelli Matula)
- 2017 – Fabulous (KOI feat. Nelli Matula)
- 2017 – Eyo (Profeetat feat. Nelli Matula)
- 2020 – Kato (Lukas Leon feat. Nelli Matula)